# Хризантема индийская
Хризантема индийская (лат. Chrysanthemum indicum) — вид многолетних травянистых растений семейства Астровые, или Сложноцветные.
Предполагается, что хризантема индийская является одним из предков популярных в цветоводстве мелкоцветковых гибридных хризантем.

## Синонимы
- Achillea bandana Buch.-Ham., 1831, nom. inval.
- Achillea berdana Buch.-Ham. ex DC., 1836, nom. inval.
- Arctotis elegans Thunb., 1799
- Bidens bardanna Wall., 1831, nom. inval.
- Bidens marginata DC., 1836
- Chrysanthemum japonicum Thunb., 1784
- Chrysanthemum koraiense Nakai, 1952
- Chrysanthemum lushanense Kitam., 1937
- Chrysanthemum nankingense Hand.-Mazz., 1938
- Chrysanthemum procumbens Lour., 1790
- Chrysanthemum purpureum Pers., 1807
- Chrysanthemum tripartitum Sweet, 1827
- Collaea procumbens (Rich.) Spreng., 1826
- Dendranthema indicum (L.) Des Moul., 1855
- Dendranthema nankingense (Hand.-Mazz.) X.D.Cui, 1985
- Matricaria indica (L.) Desr., 1792
- Pyrethrum indicum (L.) Cass., 1826
- Tanacetum indicum (L.) Sch.Bip., 1844

## Распространение и экологические особенности
Дикорастущий вид встречался когда-то в Китае в районе озера Тайху, Климат субтропический. Из-за влияния моря и довольно многочисленных озёр относительная влажность воздуха на этой территории высокая, осадки достигают 1000—1500 мм в год. Дикие хризантемы росли здесь в бамбуковых лесах около рисовых полей и в других
менее увлажнённых местах.
В настоящее время вид сохранился в коллекциях ботанических учреждений Китая и Японии.

## Биологическое описание
Стебель 30—90 см высотой.
Листья зубчатые, волосистые,  серо-зелёного цвета.
Цветоносы короткие.
Соцветие — ромашковидная корзинка с жёлтым диском из коротких трубчатых цветков, окаймленных 1—2 рядами жёлтых язычковых цветков.

## Использование
В Китае используется для лечения глазных заболеваний, цветки используются для лечения фурункулов, золотухе, глубоких нарывов, экземы, при воспалении горла и шейки матки, зуде кожи и гипертонии. В Индии для лечения гонореи и мигрени. В растении содержится гликозид хризантемин.